# Patti Yasutake
Patti Yasutake, nata Patricia Sue Yasutake (Gardena, 6 settembre 1953 – Santa Monica, 5 agosto 2024), è stata un'attrice statunitense di origine giapponese, nota per aver interpretato il ruolo dell'infermiera Alyssa Ogawa nell'universo di Star Trek.

## Biografia
La sua carriera di attrice iniziò nel 1985 con un'apparizione nella serie televisiva T.J. Hooker, al fianco di William Shatner, Richard Herd, James Darren e Michelle Phillips. Successivamente Patti yasutake apparve in Boston Legal al fianco degli ex attori di Star Trek Shatner René Auberjonois, Corbin Bernsen, Joanna Cassidy e Philip Weyland. 
Morì a Santa Monica il 5 agosto 2024 a causa di un linfoma all'età di 70 anni.

## Filmografia

### Cinema
- Tales of Meeting and Parting, regia di Lesli Linka Glatter - cortometraggio (1985)
- Gung Ho, regia di Ron Howard (1986)
- The Wash, regia di Michael Toshiyuki Uno (1988)
- Fermati, o mamma spara (Stop! Or My Mom Will Shoot), regia di Roger Spottiswoode (1992)
- Generazioni (Star Trek: Generations), regia di David Carson (1994)
- In fuga dal nemico (Dangerous Intentions), regia di Michael Toshiyuki Uno (1995)
- Primo contatto (Star Trek: First Contact), regia di Jonathan Frakes (1996)
- Clockwatchers, regia di Jill Sprecher (1997)
- Bella da morire (Drop Dead Gorgeous), regia di Michael Patrick Jann (1999)
- The L.A. Riot Spectacular, regia di Marc Klasfeld (2005)
- The Coverup, regia di Brian Jun (2008)
- Unbelievable!!!!!, regia di Steven L. Fawcette (2020)

### Televisione
- T.J. Hooker – serie TV, episodio 4x16 (1985)
- California (Knots Landing) – serie TV, episodio 6x23 (1985)
- Top Secret (Scarecrow and Mrs. King) – serie TV, episodi 2x20-4x05 (1985-1986)
- Gung Ho – serie TV, 9 episodi (1986-1987)
- Take Five – serie TV, episodio 1x01 (1987)
- Duetto (Duet) – serie TV, episodio 2x20 (1988)
- CBS Summer Playhouse – serie TV, episodio 2x10 (1988)
- Mr. Belvedere – serie TV, episodi 4x02-5x13 (1987-1989)
- I racconti della cripta (Tales from the Crypt) – serie TV, episodio 1x01 (1989)
- Sons and Daughters – serie TV, episodio 1x02 (1991)
- Murphy Brown – serie TV, episodio 3x14 (1991)
- A bruciapelo: la vita di James Brady (Without Warning: The James Brady Story), regia di Michael Toshiyuki Uno – film TV (1991)
- Amicizia fatale (Fatal Friendship), regia di Bradford May – film TV (1991)
- La famiglia Brock (Picket Fences) – serie TV, episodio 1x03 (1992)
- Rhythm & Blues – serie TV, episodio 1x04 (1992)
- Blind Spot, regia di Michael Toshiyuki Uno – film TV (1993)
- Un poliziotto scomodo (Donato and Daughter), regia di Rod Holcomb – film TV (1993)
- Lush Life, regia di Michael Elias – film TV (1993)
- Star Trek: The Next Generation – serie TV, 16 episodi (1990-1994)
- Sola con i miei bambini (Abandoned and Deceived), regia di Joseph Dougherty – film TV (1995)
- Murder One – serie TV, episodio 1x01 (1995)
- The Road to Galveston, regia di Michael Toshiyuki Uno – film TV (1996)
- Living Single – serie TV, episodio 4x05 (1996)
- Dangerous Minds – serie TV, episodio 1x07 (1996)
- Crisis Center – serie TV, episodio 1x06 (1997)
- Il volto della vendetta (A Face to Kill for), regia di Michael Toshiyuki Uno – film TV (1999)
- Incognito, regia di Julie Dash – film TV (1999)
- Giudice Amy (Judging Amy) – serie TV, episodio 1x22 (2000)
- E.R. - Medici in prima linea (ER) – serie TV, episodio 9x21 (2003)
- She Spies – serie TV, episodio 2x12 (2004)
- Crossing Jordan – serie TV, episodio 4x08 (2004)
- Grey's Anatomy – serie TV, episodio 2x07 (2005)
- Bones – serie TV, episodio 1x08 (2005)
- Boston Legal – serie TV, episodio 2x17 (2006)
- Just Legal – serie TV, episodi 1x03-1x06 (2005-2006)
- The Unit – serie TV, episodio 2x10 (2006)
- Cold Case - Delitti irrisolti (Cold Case) – serie TV, episodio 5x11 (2007)
- Flashforward – serie TV, episodio 1x09 (2009)
- Papà per due (Dad's Home), regia di Bradford May – film TV (2010)
- Febbre d'amore (The Young and the Restless) – serie TV, episodio 1x9578 (2011)
- The Closer – serie TV, episodi 4x07-4x15-7x04 (2008-2011)
- NCIS: Los Angeles – serie TV, episodio 5x02 (2013)
- Pretty Little Liars – serie TV, episodio 7x09 (2016)
- Notorious – serie TV, episodio 1x07 (2016)
- Lo scontro (Beef) – serie TV, 7 episodi (2023)

### Video
- Tales of Meeting and Parting (1985)

### Videogiochi
- Star Trek Armada II (2002) - voce aggiuntiva
- BioShock Infinite (2013) - May Lin

## Doppiatrici italiane
Nelle versioni in italiano delle opere in cui ha recitato, Patti Yasutake è stata doppiata da:
- Maria Grazia Dominici in Star Trek: The Next Generation (ep. 4x18, 4x23, s.5-8), Star Trek VII: Primo contatto
- Micaela Esdra in Gung Ho
- Rossella Acerbo in Star Trek: The Next Generation (ep. 4x08, 4x14)
- Cristina Piras in The Closer
- Patrizia Burul in Pretty Little Liars
- Stefania Patruno ne Lo scontro